# Шкутка, Давид
Да́вид Шку́тка (словац. Dávid Škutka; 25 мая 1988, Снина) — словацкий футболист, нападающий клуба «Земплин Михаловце». Выступал в молодёжной сборной Словакии.

## Карьера
Международный нападающий сборной Словакии был вручилив в номеру 8 рубашку, Он начал свою карьеру в родном городе с клуба МФК Снина, Позже присоединился клубу «Кошице», играя за Кошице он забил 28 голов в 126 матчах. В январе 2013 года, он был продан пражского футбольного клуба «Славии» как второе чемпионата Словакии лучшим бомбардиром с 13 голами он подписал контракт на три с половиной года.